# Sebastián Gómez (peintre)
Cet article concerne le peintre espagnol. Pour le footballeur andorran, voir Sebastián Gómez.
Pour les articles homonymes, voir Gomez.
Sebastián Gómez est un peintre baroque espagnol, actif à Séville à la fin du XVIIe siècle entre 1690 et 1699. 

## Biographie et œuvre
Sebastián Gómez est né à Grenade ; ses dates de naissance et de mort ne sont pas assurées. Il était peut-être fils d'esclaves maures et au XVIIIe siècle, une légende s'est créée, faisant du peintre l'esclave de Murillo : l'inventaire de la collection du comte del Águila comprenait trois tableaux attribués à « Sebastián el esclavo de Murillo » ; le critique d'art Juan Agustín Ceán Bermúdez cite Gómez parmi les disciples du peintre sévillan, car « même s'il était son esclave, il lui avait aussi appris l'art de la peinture ». Hans Christian Andersen reprend la légende dans Det hart Zombien gjort paru en 1838 dans Tre digtninger.
Au service de Murillo, il se forme à la peinture auprès de lui ; il en imita la manière avec beaucoup de succès. 
Ses œuvres les plus remarquables sont une Vierge et l’Enfant Jésus, et un Christ à la colonne, à Séville.

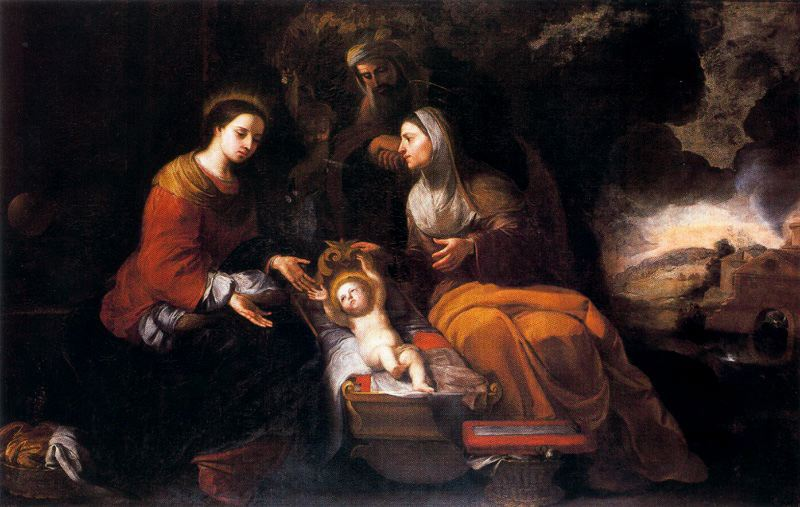
Sainte Famille, huile sur toile, collection particulière